# Ghost Theatre
Pour plus de détails, voir Fiche technique et Distribution.
Ghost Theatre (劇場霊, Gekijō-rei) est un film japonais réalisé par Hideo Nakata, sorti en 2015.
Le film a pu être présenté comme un remake d'un précédent film de Nakata, Le Spectre de l'actrice, mais Maggie Lee, dans sa critique pour Variety, estime qu'il y a peu de rapport entre les deux films, si ce n'est une présence maléfique qui s'en prend aux jeunes actrices.

## Synopsis
Sara est choisie pour jouer un petit rôle dans une pièce de théâtre mise en scène par Gota Nishikino. Aoi et Kaori sont les actrices principales et travaillent dur chaque jour pour se préparer. Un jour, une femme, membre du personnel du théâtre, est retrouvée morte. Aoi est sous le choc et perd connaissance. Sara est alors choisie pour reprendre son rôle.

## Fiche technique
- Titre : Ghost Theatre
- Titre original : 劇場霊 (Gekijō-rei)
- Réalisation : Hideo Nakata
- Scénario : Jun'ya Katō et Ryūta Miyake
- Photographie : Jun'ichirō Hayashi
- Production : Tadashi Ōsumi
- Société de production : Django Film, Kyoraku Industrial Holdings et Nikkatsu
- Pays :  Japon
- Genre : Horreur
- Durée : 99 minutes
- Dates de sortie : 
  -  Japon : 21 novembre 2015

## Distribution
- Rika Adachi : Sara Mizuki
- Toshihito Kokubo : Ryosuke Watase
- Keita Machida : Kaori Nomura
- Haruka Shimazaki : Aoi Shinohara
- Riho Takada : Izumi

## Box-office
Le film a rapporté 57,2 millions de yens au box-office lors de son premier week-end au Japon.